# BR-290

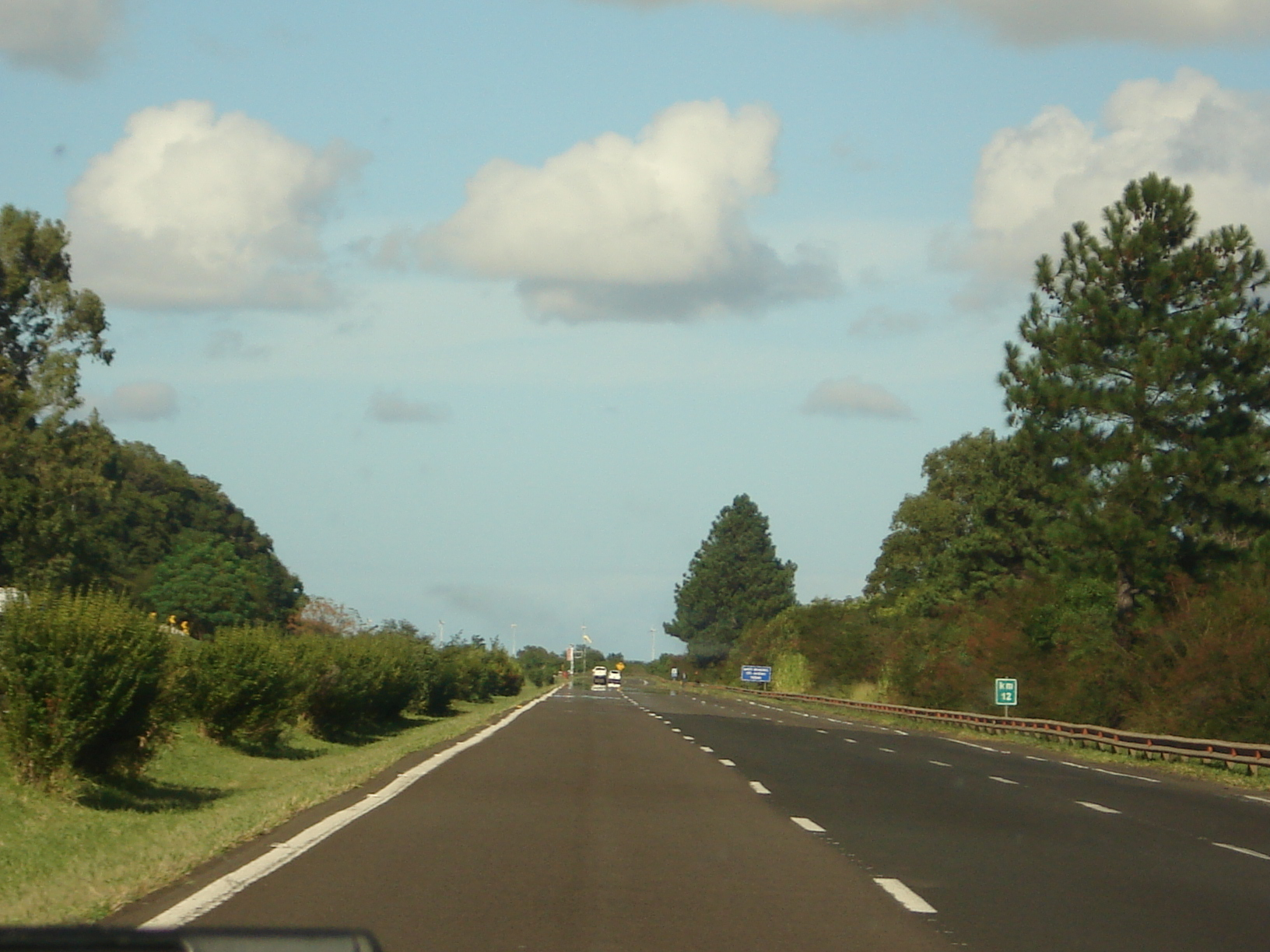
BR-290 em Osório.

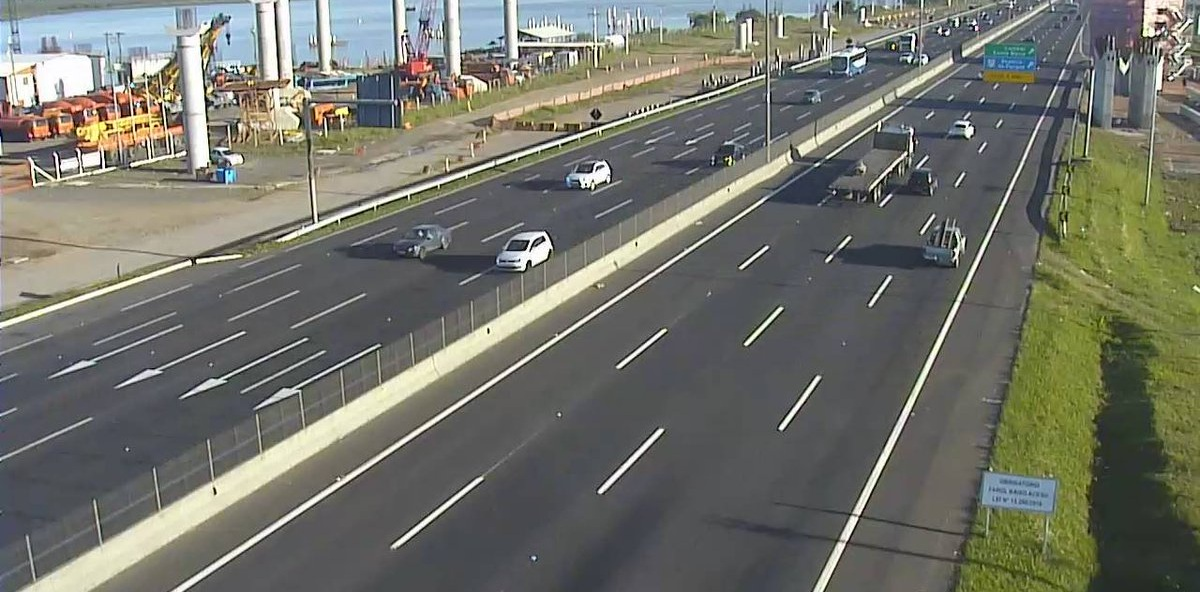
BR-290 nas proximidades de Porto Alegre.

A BR-290 é uma das mais importantes rodovias do Rio Grande do Sul, no Brasil, com 726 km de extensão, situada no estado do Rio Grande do Sul, que parte do litoral centro-norte do estado em sentido oeste, até o município de Uruguaiana, na fronteira com a Argentina. Embora haja menções a diversas nomes, tais como Rodovia Oswaldo Aranha, Rodovia Marechal Osório e Rodovia Romildo Bolzan, a rodovia ainda não possui denominação oficial (é popularmente chamada de Freeway).
O trecho entre o início da rodovia, junto à BR-101 no município de Osório até a cidade de Porto Alegre, é conhecido como Freeway, operado pela CCR. Este trecho possui dois pedágios, um em Gravataí e outro em Santo Antônio da Patrulha (entre 1998 e 2019 sendo cobrado apenas no sentido Capital–Litoral, e desde então cobrada em ambos os sentidos); e apresenta tráfego intenso, com quatro faixas de rodagem entre Gravataí e Porto Alegre nos dois sentidos, e três faixas com a adição de um acostamento que é liberado trafegar em alguns trechos apenas quando há um sinal piscante amarelo, no resto da Freeway. Os demais trechos variam entre pista simples e dupla.
Entre a zona norte de Porto Alegre e o município de Guaíba ocorre a sobreposição com a BR-116.
Seguindo para oeste, a rodovia passa, entre outras cidades e municípios, por Santo Antônio da Patrulha, Gravataí, Cachoeirinha, Canoas, Eldorado do Sul, Arroio dos Ratos, Butiá, Minas do Leão, Pantano Grande, Cachoeira do Sul, Vila Nova do Sul, Santa Margarida do Sul,  São Gabriel, Rosário do Sul, Alegrete até chegar a Uruguaiana, onde está localizado o maior porto seco da América Latina. Na Argentina, a BR-290 segue em um trecho entre Paso de los Libres e Buenos Aires (acesso às rodovias argentinas RN 117 e RN 14).

## História
A construção da rodovia iniciou em 27 de agosto de 1970, tendo sido atrasada um ano por tempestades. Foram utilizadas 450 máquinas pesadas e 700 caminhões, empregando 3 mil operários. Originalmente, a Freeway cruzaria a Lagoa dos Barros por um túnel, mas o alto custo fez o plano ser abandonado. Junto da Transamazônica, da ponte Rio-Niterói e da Cuiabá-Santarém, a obra foi adotada como um símbolo da ditadura militar brasileira.
A Freeway, trecho de 96,6 km que liga Porto Alegre a Osório, foi inaugurada em 26 de setembro de 1973, como alternativa à ERS-030 para o litoral, hoje conhecida como Estrada Velha. A cerimônia contou com a presença do presidente Emílio Garrastazu Médici - que somente descerrou uma placa comemorativa e hasteou a bandeira do Brasil - , do governador do Rio Grande do Sul, Euclides Triches, e do ministro dos Transportes, Mário Andreazza, que discursou. A solenidade, que começou às 17h e durou só 10min, aconteceu no trevo de acesso da travessia do Guaíba. Em seguida, 200 carros formaram uma fila de 7km e foram até Osório, trajeto que levou 1h para ser percorrido.
A estrada foi liberada para trânsito no dia 27 de setembro de 1973. Sobre a ponte do Guaíba, 18 carros esperavam desde às 3h para acessar a Freeway. Às 6h, um Ford Corcel marrom de placas AA-2695 foi o primeiro a circular. No dia seguinte, aconteceu o primeiro acidente. Vindo de Torres, Paulo Baltazar Scheffer, que dirigia um caminhão Mercedes-Benz com placas YE-5309 carregado de frutas e legumes, dormiu ao volante e tombou no fosso no meio da rodovia. O acidente aconteceu no km 43, às 22h30min. Dois meses após a inauguração, começou a ser cobrado o pedágio, que foi encerrado em 1989 e retomado em 1998.
O apelido foi dado em referência às vias expressas da Califórnia. Foi a primeira autoestrada brasileira, com limite de 120 km/h à época da inauguração das suas pistas duplas, separadas por um largo canteiro central. Posteriormente, o Governo Federal baixou o limite de velocidade da Freeway para 80 km/h, devido à crise do petróleo nos anos 70, para economizar combustível. Hoje, o limite é de 110 km/h.
A administração da estrada passou para a Concessionária da Rodovia Osório-Porto Alegre (Concepa) - formada pela Construtora Triunfo, do Paraná, e a gaúcha SBS Engenharia - em 10 de março de 1997, com contrato de 20 anos. Em janeiro de 2019, as concessões da Freeway e do trecho da BR-290 sobre a ponte do Guaíba passaram a integrar a Rodovia de Integração Sul (RIS), sob responsabilidade da CCR Via Sul.
A Freeway recebeu uma 3ª faixa em ambos os sentidos, depois de algum tempo. Entre 2031 e 2033, a Freeway deve ganhar sua 4ª faixa em cada sentido. 
As obras de duplicação de 115,7 quilômetros da rodovia, entre Eldorado do Sul e Pantano Grande, iniciaram-se em 2015. Porém, em 2019, o percentual de conclusão da obra estava em apenas 15%. O custo da obra gira em torno de R$ 700 milhões.

## Trechos
| Ponto de referência                                                 | Extensão do trecho | Extensão acumulada | Situação    |
| ------------------------------------------------------------------- | ------------------ | ------------------ | ----------- |
| Entroncamento BR-101 (Osório)                                       | ---                | 0 km               | ---         |
| Ponte sobre o Guaíba                                                | 96,9 km            | 96,9 km            | Duplicado   |
| Entroncamento BR-116 (B)                                            | 15,4 km            | 112,3 km           | Duplicado   |
| Entroncamento RS-401 (p/ Charqueadas)                               | 18,3 km            | 130,6 km           | Pavimentado |
| Entroncamento RS-471                                                | 83,8 km            | 214,4 km           | Pavimentado |
| Início do trecho coincidente com a BR-153                           | 48,2 km            | 262,6 km           | Pavimentado |
| Fim do trecho coincidente com a BR-153                              | 54,7 km            | 317,3 km           | Pavimentado |
| Entroncamento BR-392 (São Sepé)                                     | 15,9 km            | 333,2 km           | Pavimentado |
| Entroncamento BR-473 (A)                                            | 79,7 km            | 412,9 km           | Pavimentado |
| Início do trecho coincidente com a BR-158                           | 48,2 km            | 461,1 km           | Pavimentado |
| Fim do trecho coincidente com a BR-158 (Rosário do Sul)             | 21,5 km            | 482,6 km           | Pavimentado |
| Ponte Internacional Uruguaiana-Paso de los Libres (Fronteira BR/AR) | 243,0 km           | 725,6 km           | Pavimentado |

Extensão pavimentada: 725,6 km (100,00%)
Extensão duplicada: 112,3 km (15,48%)